# Tarjei Sandvik Moe
 (novembre 2023).
Si vous disposez d'ouvrages ou d'articles de référence ou si vous connaissez des sites web de qualité traitant du thème abordé ici, merci de compléter l'article en donnant les références utiles à sa vérifiabilité et en les liant à la section « Notes et références ».
Pour les articles homonymes, voir Moe.
Tarjei Sandvik Moe est un acteur norvégien né le 24 mai 1999  à Oslo, en Norvège.

## Biographie
Tarjei Sandvik Moe est acteur et est devenu connu grâce à son rôle d'Isak Valtersen dans la série télévisée Skam dans laquelle il a joué de septembre 2015 jusqu’à 2017. Cette série est diffusée sur la chaîne NRK P3. Il est le personnage principal de la saison 3, saison qui a d'ailleurs été la plus populaire auprès du public, dans lequel il incarne un adolescent se questionnant sur sa sexualité lorsqu'il croise sur sa route Even Bech Næsheim, élève en terminale dans son lycée. L’histoire est centrée sur l’acceptation de son orientation sexuelle, ainsi que sur la sensibilisation sur la santé mentale, et en particulier de la bipolarité.

## Vie privée
Tarjei Sandvik Moe a étudié dans le lycée Hartvig Nissens skole (no), école où était tournée la série. Il est proche des acteurs de celle-ci, notamment de David Sjøholt qui étudie dans le même lycée que lui.
Il est passionné par le rap.
Depuis 2018, il sort avec une danseuse norvégienne, Ida Haugen.
Il ne possède aucun réseau social public excepté son compte Facebook. Il est toujours en contact avec son partenaire et ami de la série Skam, Henrik Holm.

## Filmographie
- 2015 - 2017 : Skam : Isak Valtersen (35 épisodes)
- 2016 : Svalan
- 2017 : Østkant : Filip
- 2018 : En affære[2] : Markus
- 2019 : strømmeland
- 2019 : Grease Norge’’
- 2023 : Royalteen Marghrete